# Perla Golbert
Perla Golbert (1935) es una lingüista, docente e investigadora argentina. Realizó sus estudios en el Centro de estudios lingüísticos de la Universidad de Buenos Aires (UBA). Como docente dictó clases en diversas universidades e instituciones educativas.
Discípula de Emma Gregores, se especializó en el estudio de las lenguas de los pueblos originarios. Como investigadora del Consejo Nacional de Investigaciones Científicas y Técnicas en lingüística antropológica, trabajó principalmente sobre la morfología y la sintaxis del mapuche y el yagán. Sus estudios del yagán le permitieron identificar las distintas categorías léxicas y morfológicas de la lengua. Entre sus trabajos sobre el tema se destaca uno sobre la estructura gramatical del yagán.
Su vocero de la cultura mapuche fue Damacio Caitruz, quien en 1964 le relató su vida. Estos testimonios son un importante compendio de la cultura mapuche.
En 1986 recibió el Premio Konex 1986 en la categoría "Dialectología y lenguas indígenas.

## Premios y reconocimientos
- Premio Konex 1986: Dialectología y lenguas indígenas.

## Obras destacadas
- 1985 Hacia una morfología verbal del yagán. International journal of American linguistics, 51(4), 421-424.
- 1978 Yagaán II. Morfología nominal. VICUS, Cuadernos, Lingüística, 2, 87-101.
- 1977 Yagan I. Las partes de la oración. VICUS. Cuadernos Lingüística, 1, 5-60.
- 1975 Epu peñiwen (los dos hermanos): Cuento tradicional araucano; transcripción fonológica, traducción y análisis. Centro de Investigaciones en Ciencias de la Educación, Instituto Torcuato Di Tella.